# Mouvement démocrate
De Mouvement démocrate (MoDem; Nederlands: Democratische beweging) is een Franse politieke partij opgericht door François Bayrou na de eerste ronde van de presidentsverkiezingen van 2007. De oprichting werd door middel van een resolutie gestemd door de partijraad van de nu voormalige Union pour la démocratie française (UDF). De MoDem is een centristische, sociaal-liberale partij.
De partij bezit 49 (van de 577) zetels in de Nationale Vergadering en 4 (van de 348) zetels in de Senaat. De partijvoorzitter is François Bayrou.

## Geschiedenis

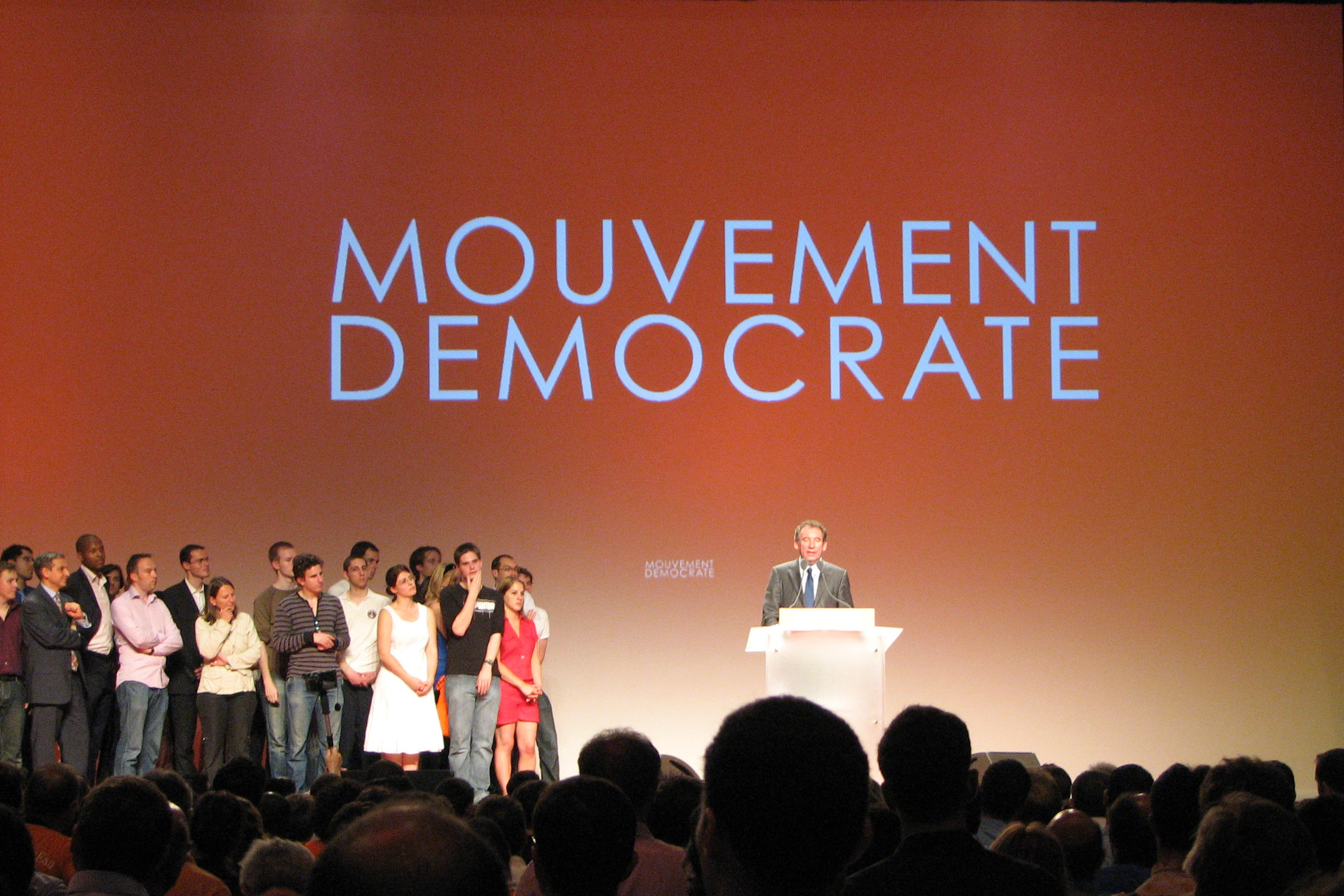
Francois Bayrou op de eerste vergadering van de MoDem op 24 mei 2007

In februari 2017 besloot François Bayrou zich niet kandidaat te stellen bij de presidentsverkiezingen dat jaar en een politieke alliantie met Emmanuel Macron te beginnen. Bij de parlementsverkiezingen van juni 2017 gingen de MoDem en de partij van Macron, La République en marche ! (LREM), ook de verkiezingen samen in.
In de regering-Philippe I (2017) werden Bayrou (Justitie) en Marielle de Sarnez (Europese Zaken) tot minister door Macron benoemd. Sinds 2017 steunt en neemt de MoDem deel aan de opeenvolgende regeringen onder het presidentschap van Macron, sinds de parlementsverkiezingen van 2022 binnen de confederatie Ensemble (Samen). Alhoewel de partij in 2022 electoraal stabiel bleef, werd de MoDem-fractievoorzitter in de Nationale Vergadering, Patrick Mignola, tijdens de parlementsverkiezingen niet herkozen in de vierde kieskring van Savoie.
Samenstelling per 27 juli 2019 
 De deelnemende partijen met de meeste zetels worden genoemd, alleen de partijen met een enkele zetel binnen de fractie ontbreken.